# Amatorul (film din 2006)
Amatorul este un film românesc din 2006 regizat de Marian Crișan. Rolurile principale au fost interpretate de actorii Erwin Simsensohn, Iulia Marcov, Andreea Gramoșteanu.

## Distribuție
- Erwin Simsensohn — Sergiu Damian
- Iulia Marcov — doamna din mașină
- Andreea Gramoșteanu — chelnerița